# الموثوقية التاريخية للقرآن الكريم

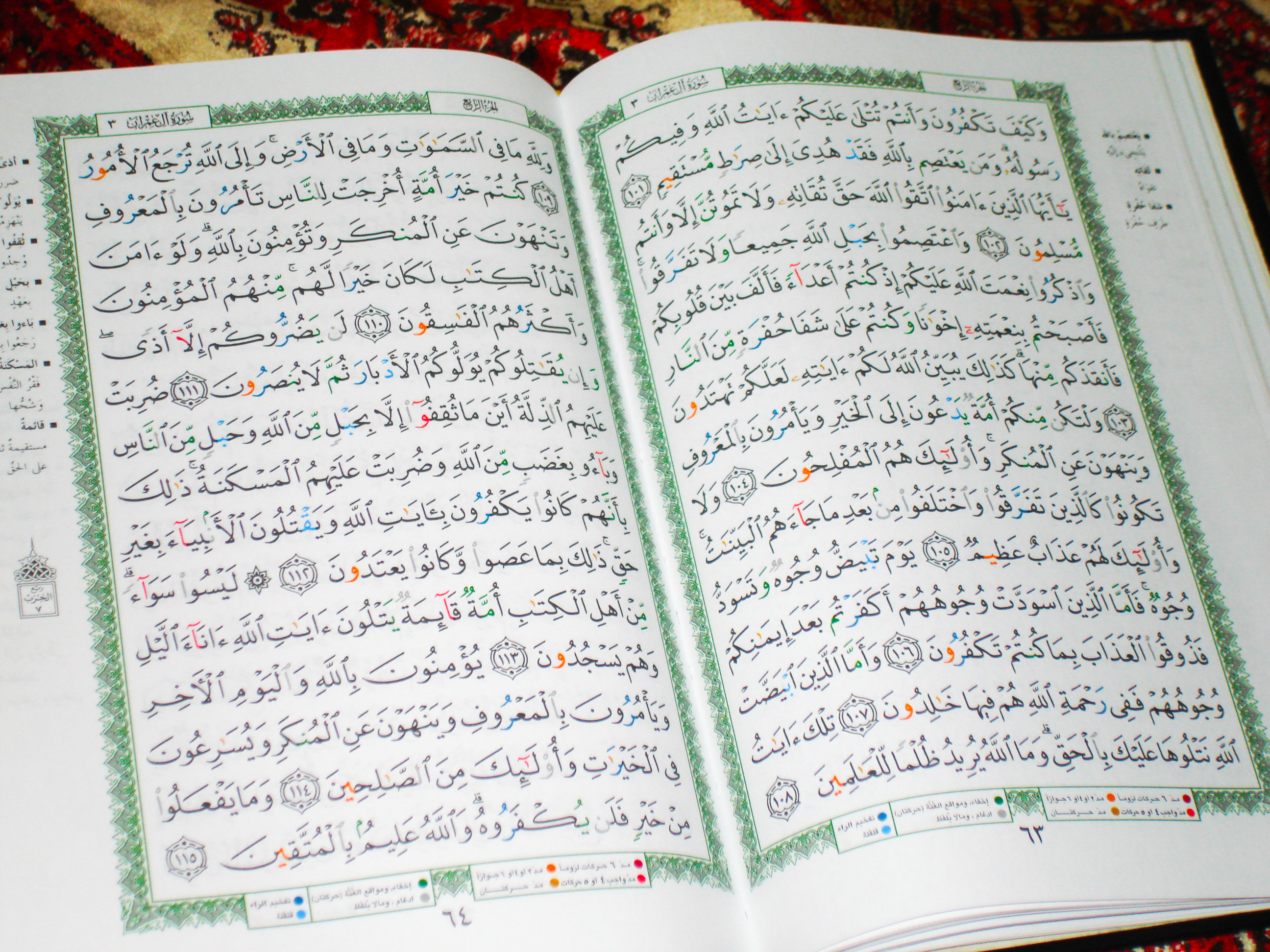
القرآن الكريم بالنص العربي التقليدي

تتعلق الموثوقية التاريخية للقرآن بمسألة تاريخية الأحداث الموصوفة أو في القرآن الكريم.
والتاريخية هي نهج لشرح وجود الظواهر، وخاصة الممارسات الاجتماعية والثقافية (بما في ذلك الأفكار والمعتقدات)، من خلال دراسة تاريخها، أي من خلال دراسة العملية التي نشأت من خلالها. يستخدم المصطلح على نطاق واسع في الفلسفة وعلم الإنسان وعلم الاجتماع.
يُنظر إلى القرآن الكريم على أنه الكتاب الأساسي في الإسلام ، ويعتقد المسلمون أنه أُنزل من قبل الله وأُوحي إلى محمد بواسطة الملاك جبريل . ولم يستخدم المسلمون النقد التاريخي في دراسة القرآن، ولكنهم استخدموا النقد الكتابي بطريقة مماثلة لتلك التي استخدمها المسيحيون واليهود. وقد مارسها في المقام الأول علماء غربيون ومستشرقين مثل جون وانسبورو ، وجوزيف شاخت ، وباتريشيا كرون ، ومايكل كوك ،الذين قرروا دراسة القرآن بتجرد أكبر،  وقاموا بالبحث في القرآن، ونصه، وتكوينه، وتاريخه. 
في العالم الإسلامي ، يمكن اعتبار النقد العلمي للقرآن بمثابة ردة . ومن ثم فإن النقد العلمي للقرآن الكريم يعد مجالاً ضعيفاً ولا يحبذ الخوض فيه حتى في الأوساط الأكاديمية نظرا لارتفاع نسبة التدين في الشرق الأوسط وازدهار الحركة الأصولية.
وقد حدد العلماء عدة مصادر سابقة لبعض الروايات القرآنية. يفترض القرآن الكريم أن قرائه على دراية بالكتاب المقدس المسيحي، نظرا لذكره العديد من القصص المتماثل، يتضمن القرآن الكريم روايات من الإنجيل والأناجيل المنحولة ، والتراث اليهودي .

## التاريخ النصي

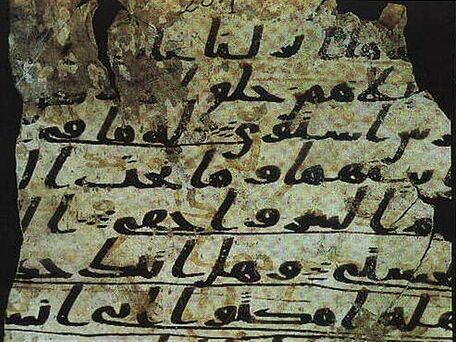
مخطوطة صنعاء للقرآن الكريم.

### المخطوطات المبكرة
مخطوطات صنعاء هي مجموعة من المخطوطات والرقائق القرآنية في سبعينيات القرن العشرين، وتعود للعصور الأولى للإسلام, النص الظاهر يتطابق مع المصحف القياسي مصحف عثمان لكن النص السفلي الممحي يظهر بعض التباين تم اكتشاف 14 ألف قطعة من القرآن الكريم في الجامع الكبير بصنعاء ، وهي مخطوطات صنعاء. حوالي 12 ألف قطعة تنتمي إلى 926 نسخة من القرآن الكريم، أما الألفين قطعة الأخرى فكانت عبارة عن قطع منفصلة. تنتمي أقدم نسخة معروفة من القرآن الكريم حتى الآن إلى هذه المجموعة: وفقًا لصادقي وبيرجمان، أشارت النتائج إلى أن هذه الرق لديها احتمال بنسبة 68٪ للانتماء إلى الفترة ما بين 614 م إلى 656 م. كان احتمال انتمائها إلى الفترة ما بين 578 م و 669 م هو 95%. كان تأريخ الكربون قابلاً للتطبيق على النص السفلي. لكن علم دراسة الخطوط القديمة يشير إلى تاريخ من منتصف إلى النصف الثاني من القرن السابع الميلادي. النص العلوي يعود تاريخه إلى ما بين نهاية القرن السابع الميلادي وبداية القرن الثامن الميلادي.
لقد قام الباحث الألماني جيرارد ر. بوين بدراسة هذه الأجزاء والمخطوطات من القرآن الكريم لسنوات عديدة. قام فريقه البحثي بتصوير 35 ألف صورة للمخطوطات، والتي أرجعها إلى الجزء الأول من القرن الثامن. لم يتم نشر كامل أعمال بوين، لكنه لاحظ ترتيبًا غير تقليدي للآيات، واختلافات طفيفة بالنص، وأنماطًا نادرة وغريبة من الإملاء. واقترح أيضًا أن بعض المخطوطات كانت عبارة عن مخطوطات قديمة تم إعادة استخدامها. يعتقد بوين أن هذا يعني وجود نص متطور وليس نصًا ثابتًا. 

## القرآن والتاريخ

### سرد الخلق
يحتوي القرآن الكريم على قصة خلق العالم وقد يشير إلى خلق العالم في ستة أيام. في سورة الأنبياء ، ينص القرآن على أن "السماوات والأرض كانتا رتقًا" قبل أن تنقسما.  ثم خلق الله الأرض، ووضع السماء فوقها كسقف، وخلق دورات الليل والنهار بتعيين مدار لكل من الشمس والقمر.  بعض المدافعين عن الإسلام، مثل ذاكر نايك وعدنان أوكطار، يدافعون عن نظرية الخلق ، ويعتقد الباحث الإسلامي المعاصر ياسر قاضي أن فكرة تطور البشر تتعارض مع القرآن.  لا يقبل معظم المسلمين نظرية التطور، على الرغم من وجود اختلافات جوهرية بين البلدان (من أقل من 10% قبول في مصر إلى حوالي 40% في كازاخستان).  ويشير بعض المسلمين إلى آية في القرآن الكريم كدليل على التطور " وَقَدْ خَلَقَكُمْ أَطْوَارًا (14)" -سورة نوح.
يتم تدريس نظرية التطور في العديد من الدول الإسلامية، وقد حاول بعض العلماء التوفيق بين القرآن والتطور بشكل علمي ولاهوتي. 

### الإسكندر الأكبر

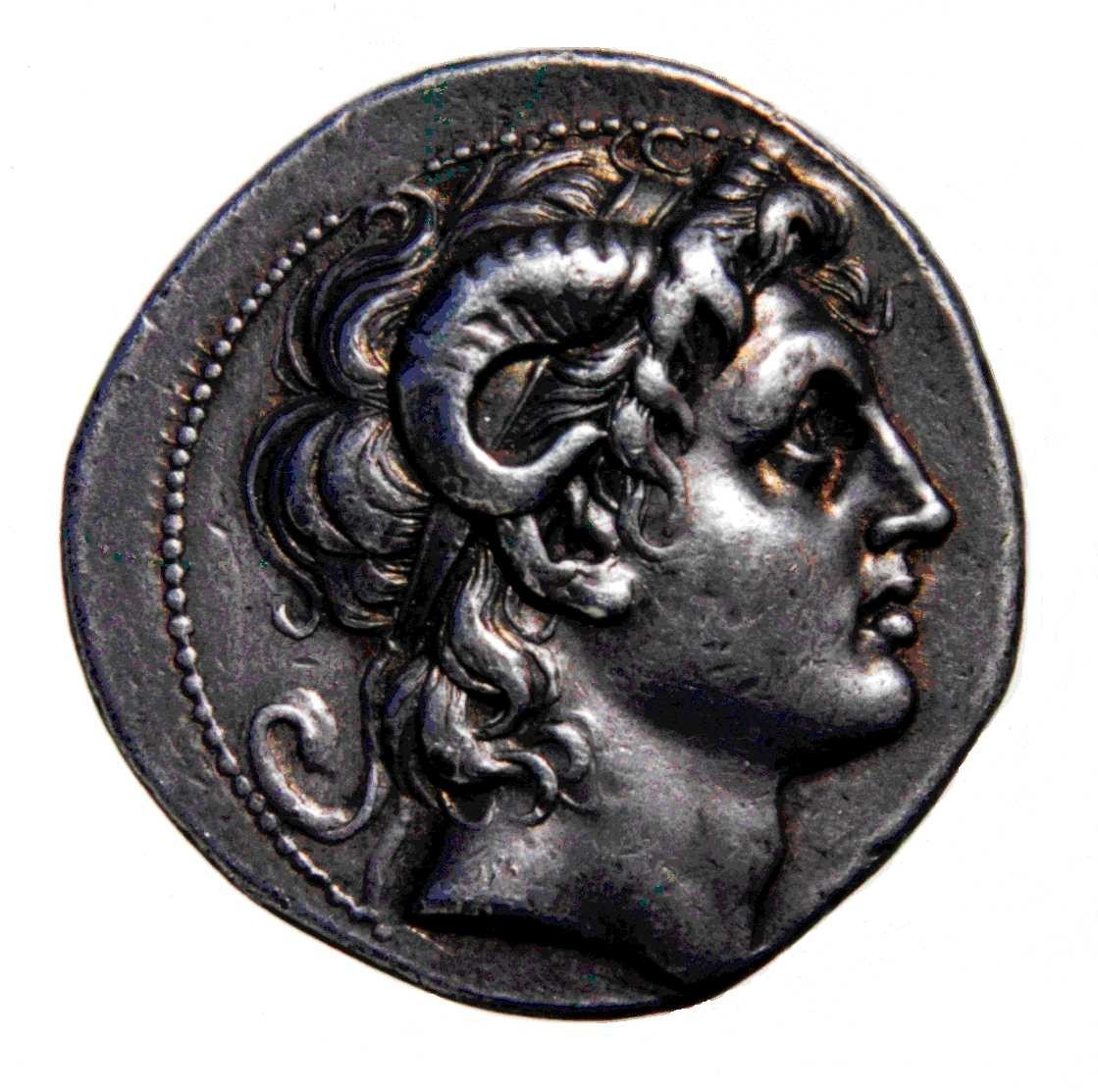
عملة رباعية الدراخما الفضية للإسكندر الأكبر تظهر مرتديًا قرون إله الكبش زيوس-آمون.

ويستخدم القرآن أيضًا قصص شعبية عن الإسكندر الأكبر ("ذو القرنين") في القرآن
الأسباب وراء تسمية "ذو القرنين" غامضة إلى حد ما: يعتقد العالم الطبري (839-923 م) أن ذلك كان لأنه انتقل من أحد طرفي العالم (من قرن إلى قرن) إلى الطرف الآخر،  ولكن قد يكون في النهاية مشتقًا من صورة الإسكندر وهو يرتدي قرون إله الكبش زيوس آمون ، كما تم تصويرها على العملات المعدنية في جميع أنحاء الشرق الأدنى.  ربما كان الجدار الذي بناه ذو القرنين في رحلته الشمالية يعكس معرفة بعيدة بسور الصين العظيم (رسم العالم الإدريسي في القرن الثاني عشر خريطة لروجر الصقلي تظهر "أرض يأجوج ومأجوج" في منغوليا )، أو بالأسوار الفارسية الساسانية المختلفة التي بنيت في منطقة بحر قزوين ضد البرابرة الشماليين، أو مزيج من الاثنين. 
ويسافر ذو القرنين أيضًا إلى الأطراف الغربية والشرقية (القرن، الأطراف) من الأرض.  وفي الغرب يجد الشمس تغرب في "عين حمئة"، وهو ما يعادل "البحر السام" الذي وجده الإسكندر في الأسطورة السريانية.  في النص السرياني الأصلي اختبر الإسكندر البحر بإرسال السجناء المحكوم عليهم إليه، لكن القرآن لا يذكر هذه القصة.
"قرن" تعني أيضًا "فترة" أو "قرن"، وبالتالي فإن اسم ذو القرنين له معنى رمزي باعتباره "صاحب العصرين"، الأول هو الوقت الأسطوري الذي تم فيه بناء الجدار والثاني هو عصر نهاية العالم عندما يتم التخلي عن الشريعة (القانون الإلهي)، ويتم إطلاق سراح يأجوج ومأجوج.

### موت يسوع

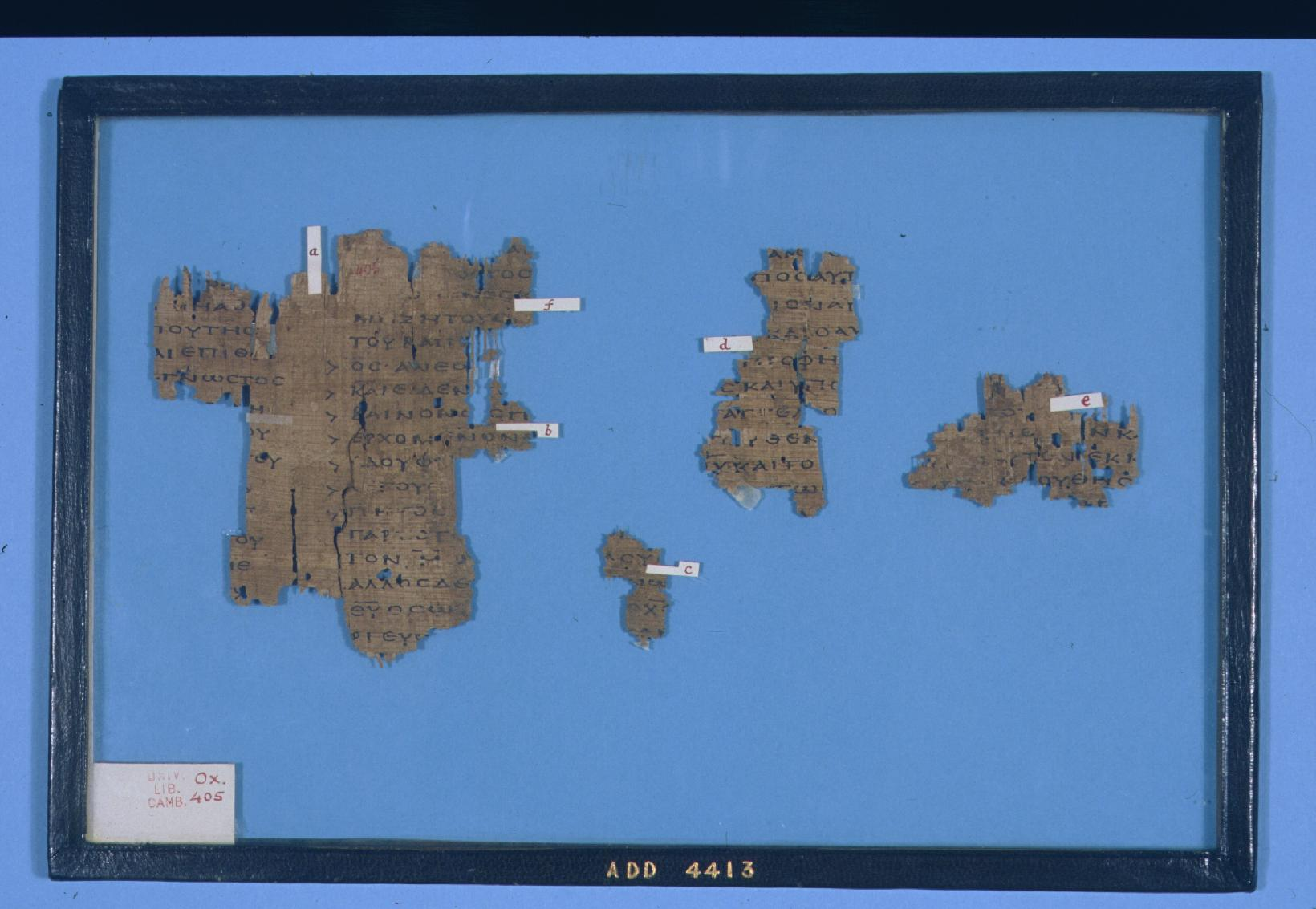
بردية إيريناوس ضد البدع ، والتي تصف المعتقدات الغنوصية المبكرة حول موت المسيح والتي أثرت على الإسلام.

ويؤكد القرآن أن المسيح لم يصلب فعليا ولم يمت على الصليب. من المحتمل أن الرأي الإسلامي العام الذي يدعم إنكار الصلب كان متأثرًا بالمانوية ( الدوسيتية )، التي تعتقد أن شخصًا آخر قد صُلب بدلاً من يسوع، بينما خلصت إلى أن يسوع سيعود خلال نهاية الزمان. 
وَقَوْلِهِمْ إِنَّا قَتَلْنَا الْمَسِيحَ عِيسَى ابْنَ مَرْيَمَ رَسُولَ اللَّهِ وَمَا قَتَلُوهُ وَمَا صَلَبُوهُ وَلَٰكِن شُبِّهَ لَهُمْ ۚ وَإِنَّ الَّذِينَ اخْتَلَفُوا فِيهِ لَفِي شَكٍّ مِّنْهُ ۚ مَا لَهُم بِهِ مِنْ عِلْمٍ إِلَّا اتِّبَاعَ الظَّنِّ ۚ وَمَا قَتَلُوهُ يَقِينًا (157)— القرآن: آية 157 سورة النساء
إن الرأي القائل بأن يسوع ظهر مصلوبًا فقط ولم يمت فعليًا يعود إلى ما قبل الإسلام، وقد وجد في العديد من الأناجيل المنحولة. 
يصف إيريناوس في كتابه ضد الهرطقات المعتقدات الغنوصية التي تشبه إلى حد كبير النظرة الإسلامية:
لم يُمت هو نفسه، بل اضطر سمعان، رجل من القيروان، فحمل الصليب عوضًا عنه. فصار هذا الأخير، وقد تغيّرت هيئته، ليُعتقد أنه يسوع، صلبوه جهلًا وضلالًا، بينما اتخذ يسوع نفسه صورة سمعان، ووقف يسخر منهم. ولأنه كان قوةً غير مادية، وعقل الآب الذي لم يولد بعد، فقد تغيّر كما شاء، وصعد إلى من أرسله ساخرًا منهم، إذ لم يكن من الممكن الإمساك به، وكان غير مرئي للجميع.— ضد البدع (Against Heresies)، الكتاب الأول، الفصل 24، القسم 40

### الاستشهادات
1. 1 2  LESTER، TOBY (يناير 1999). "What Is the Koran?". Atlantic. مؤرشف من الأصل في 2025-03-27. اطلع عليه بتاريخ 2019-04-08.
2. ↑  Lester, Toby (Jan 1999). "What Is the Koran?". The Atlantic (بالإنجليزية الأمريكية). Archived from the original on 2025-02-19. Retrieved 2019-04-10.
3. ↑  21:30
4. ↑  21:31
5. ↑  "Muslim thought on evolution takes a step forward | Salman Hameed". الجارديان دوت كوم. 11 يناير 2013.
6. ↑  Hameed, Salman (12 Dec 2008). "Bracing for Islamic Creationism". Science (بالإنجليزية). 322 (5908): 1637–1638. DOI:10.1126/science.1163672. ISSN:0036-8075. PMID:19074331. S2CID:206515329. Archived from the original on 2023-04-07.
7. ↑  نظرية التطور.. هل تعني الإلحاد؟ https://web.archive.org/web/20241003171607/https://www.aljazeera.net/blogs/2017/11/27/%D9%86%D8%B8%D8%B1%D9%8A%D8%A9-%D8%A7%D9%84%D8%AA%D8%B7%D9%88%D8%B1-%D9%87%D9%84-%D8%AA%D8%B9%D9%86%D9%8A-%D8%A7%D9%84%D8%A5%D9%84%D8%AD%D8%A7%D8%AF
8. ↑  Van Donzel & Schmidt 2010، صفحة 57 fn.3.
9. ↑  Pinault 1992، صفحة 181 fn.71.
10. ↑  Glassé & Smith 2003، صفحة 39.
11. ↑  Wheeler 2013، صفحة 96.
12. ↑  Ernst 2011، صفحة 133.
13. ↑  Joel L. Kraemer Israel Oriental Studies XII BRILL 1992 (ردمك 9789004095847) p. 41
14. ↑  Joel L. Kraemer Israel Oriental Studies XII BRILL 1992 (ردمك 9789004095847)ISBN 9789004095847 p. 41

### فهرس
- Roslan Abdul-Rahim (ديسمبر 2017). "Demythologizing the Qur'an Rethinking Revelation Through Naskh al-Qur'an" (PDF). Global Journal Al-Thaqafah. ج. 7 ع. 2: 51–78. DOI:10.7187/GJAT122017-2. ISSN:2232-0474. مؤرشف من الأصل (PDF) في 2024-12-02. اطلع عليه بتاريخ 2019-02-26.
- Bannister، Andrew G. "Retelling the Tale: A Computerised Oral-Formulaic Analysis of the Qur'an. Presented at the 2014 International Qur'an Studies Association Meeting in San Diego". academia.edu. مؤرشف من الأصل في 2024-12-19. اطلع عليه بتاريخ 2019-05-20.
- Böwering، Gerhard (2008). "Recent Research on the Construction of the Quran". في Reynolds، Gabriel Said (المحرر). The Quran in its Historical Context. Routledge. ص. 70-87.
- Burton، John (1990). The Sources of Islamic Law: Islamic Theories of Abrogation (PDF). Edinburgh University Press. ISBN:0-7486-0108-2. مؤرشف من الأصل (PDF) في 2020-01-04. اطلع عليه بتاريخ 2018-07-21.
- Cook، David B. (2005). Contemporary Muslim Apocalyptic Literature. Syracuse University Press. ISBN:9780815630586. مؤرشف من الأصل في 2024-05-23.
- Cook، Michael (2000). The Koran : A Very Short Introduction. Oxford University Press. ISBN:0192853449.
- Crone، Patricia (1987). Meccan Trade and the Rise of Islam (PDF). Princeton University Press. مؤرشف من الأصل (PDF) في 2016-05-28. اطلع عليه بتاريخ 2020-04-05.
- Crone، Patricia؛ Cook، Michael (1977). HAGARISM, THE MAKING OF THE ISLAMIC WORLD (PDF). Cambridge University Press. مؤرشف من الأصل (PDF) في 2021-05-12. اطلع عليه بتاريخ 2020-03-18.
- Dashti، `Ali (1994). Twenty Three Years: A Study of the Prophetic Career of Mohammad (PDF). مؤرشف من الأصل (PDF) في 2015-04-25. اطلع عليه بتاريخ 2019-04-10.
- Donner، Fred M. (2008). "The Quran in Recent Scholarship". في Reynolds، Gabriel Said (المحرر). The Quran in its Historical Context. Routledge. ص. 29-50.
- Dundes، Alan (2003). Fables of the Ancients?: Folklore in the Qur'an. Rowman & Littlefield Publishers. ISBN:9780585466774. مؤرشف من الأصل في 2024-12-03. اطلع عليه بتاريخ 2019-05-02.
- Ernst، Carl W. (2011). How to Read the Qur'an: A New Guide, with Select Translations. University of North Carolina Press. ISBN:9781134823871.[وصلة مكسورة]
- Gibb، H.A.R. (1953) [1949]. Mohammedanism : An Historical Survey (ط. 2nd). Oxford University Press.
- Gillot، Claude (2008). "Reconsidering the Authorship of the Quran. Is the Quran party the fruit of a progressive and collective work?". في Reynolds، Gabriel Said (المحرر). The Quran in its Historical Context. Routledge. ص. 88-108.
- Glassé، Cyril؛ Smith، Huston (2003). The New Encyclopedia of Islam. Rowman Altamira. ISBN:9780759101906. مؤرشف من الأصل في 2024-05-23.
- Guillaume، Alfred (1978) [1954]. Islam. Penguin books.
- Hawting، G.R. (2000). "16. John Wansbrough, Islam, and Monotheism". The Quest for the Historical Muhammad. New York: Prometheus Books. ص. 489–509.
- Holland، Tom (2012). In the Shadow of the Sword. UK: Doubleday. ISBN:978-0-385-53135-1. مؤرشف من الأصل في 2023-11-03. اطلع عليه بتاريخ 2019-08-29.
- Ibn Warraq، المحرر (2000). "2. Origins of Islam: A Critical Look at the Sources". The Quest for the Historical Muhammad. Prometheus. ص. 89–124.
- Ibn Warraq، المحرر (2000). "1. Studies on Muhammad and the Rise of Islam". The Quest for the Historical Muhammad. Prometheus. ص. 15–88.
- Ibn Warraq (2002). Ibn Warraq (المحرر). What the Koran Really Says : Language, Text & Commentary. ترجمة: Ibn Warraq. New York: Prometheus. ص. 23–106. ISBN:157392945X. مؤرشف من الأصل في 2019-04-11. اطلع عليه بتاريخ 2019-04-09.
- Ibn Warraq (1995). Why I Am Not a Muslim (PDF). Prometheus Books. مؤرشف من الأصل (PDF) في 2025-02-19. اطلع عليه بتاريخ 2019-04-25.
- Leirvik، Oddbjørn (27 مايو 2010). Images of Jesus Christ in Islam (ط. 2nd). New York: Bloomsbury Academic؛ 2nd edition. ص. 33–66. ISBN:978-1441181602. مؤرشف من الأصل في 2023-05-18.
- Lippman، Thomas W. (1982). Understanding Islam : An Introduction to the Moslem World. New American Library.
- Lüling، Günter (1981). A Challenge to Islam for Reformation; Die Wiederentdeckung des Propheten Muhammad: eine Kritik am "christlichen" Abendland. Erlangen: Luling.
- Pinault، David (1992). Story-Telling Techniques in the Arabian Nights. BRILL. ISBN:978-9004095304. مؤرشف من الأصل في 2024-12-02.
- Reynolds، Gabriel Said، المحرر (2008). The Quran in its Historical Context. Routledge.
- Reynolds، Gabriel Said (2008). "Introduction, Quranic studies and its controversies". في Reynolds، Gabriel Said (المحرر). The Quran in its Historical Context. Routledge. ص. 1-26.
- Rodinson، Maxime (2002). Muhammad. London: Tauris Parke. ISBN:1-86064-827-4.
- Saadi، Abdul-Massih (2008). "Nascent Islam in the Seventh Century Syriac Sources". في Reynolds، Gabriel Said (المحرر). The Quran in its Historical Context. Routledge. ص. 217-222.
- Said، Edward (1978). Orientalism. Vintage. اطلع عليه بتاريخ 2019-04-12.
- van Bladel، Kevin (2008). "The Alexander Legend in the Qur'an 18:83–102". في Reynolds، Gabriel Said (المحرر). The Quran in its Historical Context. Routledge. ص. 175-203.
- Van Donzel، Emeri J.؛ Schmidt، Andrea Barbara (2010). Gog and Magog in Early Eastern Christian and Islamic Sources. Brill. ISBN:978-9004174160. مؤرشف من الأصل في 2024-05-23.
- Wansbrough، John (2004). Quranic Studies : Sources and Methods of Scriptural Interpretation (PDF). Foreword, Translations, and Expanded Notes by Andrew Rippin. Amherst, New York: Prometheus. ISBN:1-59102-201-0. مؤرشف من الأصل (PDF) في 2020-07-29. اطلع عليه بتاريخ 2020-02-29.
- Weiss، Bernard (أبريل–يونيو 1993). "Reviewed Work: The Sources of Islamic Law: Islamic Theories of Abrogation by John Burton". Journal of the American Oriental Society. ج. 113 ع. 2: 304–306. DOI:10.2307/603054. JSTOR:603054.
- Wheeler، Brannon M. (2013). Moses in the Qur'an and Islamic Exegesis. Routledge. ISBN:9781136128905. مؤرشف من الأصل في 2024-05-23.